# Куланды (Кызылординская область)
Куланды (каз. Құланды) — село в Аральском районе Кызылординской области Казахстана. Административный центр и единственный населённый пункт Беларанского сельского округа. Находится примерно в 183 км к юго-западу от районного центра, города Аральска. Код КАТО — 433244100.
Южнее находится бывший полуостров Куланды.

## Население
В 1999 году население села составляло 351 человек (183 мужчины и 168 женщин). По данным переписи 2009 года, в селе проживали 374 человека (204 мужчины и 170 женщин).

## История
До начала 1980-х годов это был рыбацкий посёлок на берегу Арала.
В 1960—1980-х годах в селе имелся конезавод, лошадей перевозили на биохимический полигон на о. Возрождения (Аральское море). Лошади использовались для медицинских опытов, а их кровь применяли в качестве питательной среды для размножения болезнетворных бактерий.
В начале XXI века в регионе найдена нефть.